# Corstorphine Hill
 (juillet 2019).
Si vous disposez d'ouvrages ou d'articles de référence ou si vous connaissez des sites web de qualité traitant du thème abordé ici, merci de compléter l'article en donnant les références utiles à sa vérifiabilité et en les liant à la section « Notes et références ».
Corstorphine Hill est l'une des collines d'Édimbourg, en Écosse, du nom de la ville voisine de Corstorphine. On parle traditionnellement de sept collines à Edimbourg en référence aux sept collines de Rome, mais ce chiffre est discutable et, à mesure que la ville s’est développée, plus encore. C'est une longue colline en forme de crête, principalement boisée (bois de Corstorphine), et elle est plus développée du côté sud, comprenant le zoo d'Édimbourg. De nombreux logements ont été construits sur les pentes les plus basses et des maisons dans d’autres parties de la ville ont été construites avec de la pierre extraite de la carrière de Corstorphine.

## Sites
La carrière Barnton, à l'extrémité nord de la colline, était le site d'une station radar de guerre et d'un bunker nucléaire de la guerre froide. Le terrain de golf Murrayfield et la banlieue de Craigcrook se trouvent sur le versant est.
Au sommet se trouvent deux mâts radio et une tour dédiée à Sir Walter Scott. Il y a aussi des preuves d'une ancienne colonie ici, peut-être une colline fortifiée. Des marques de cupule ont été trouvées sur la colline.
La réserve naturelle locale de Corstorphine Hill fait maintenant partie de la section d'Édimbourg du prolongement de John Muir Way.

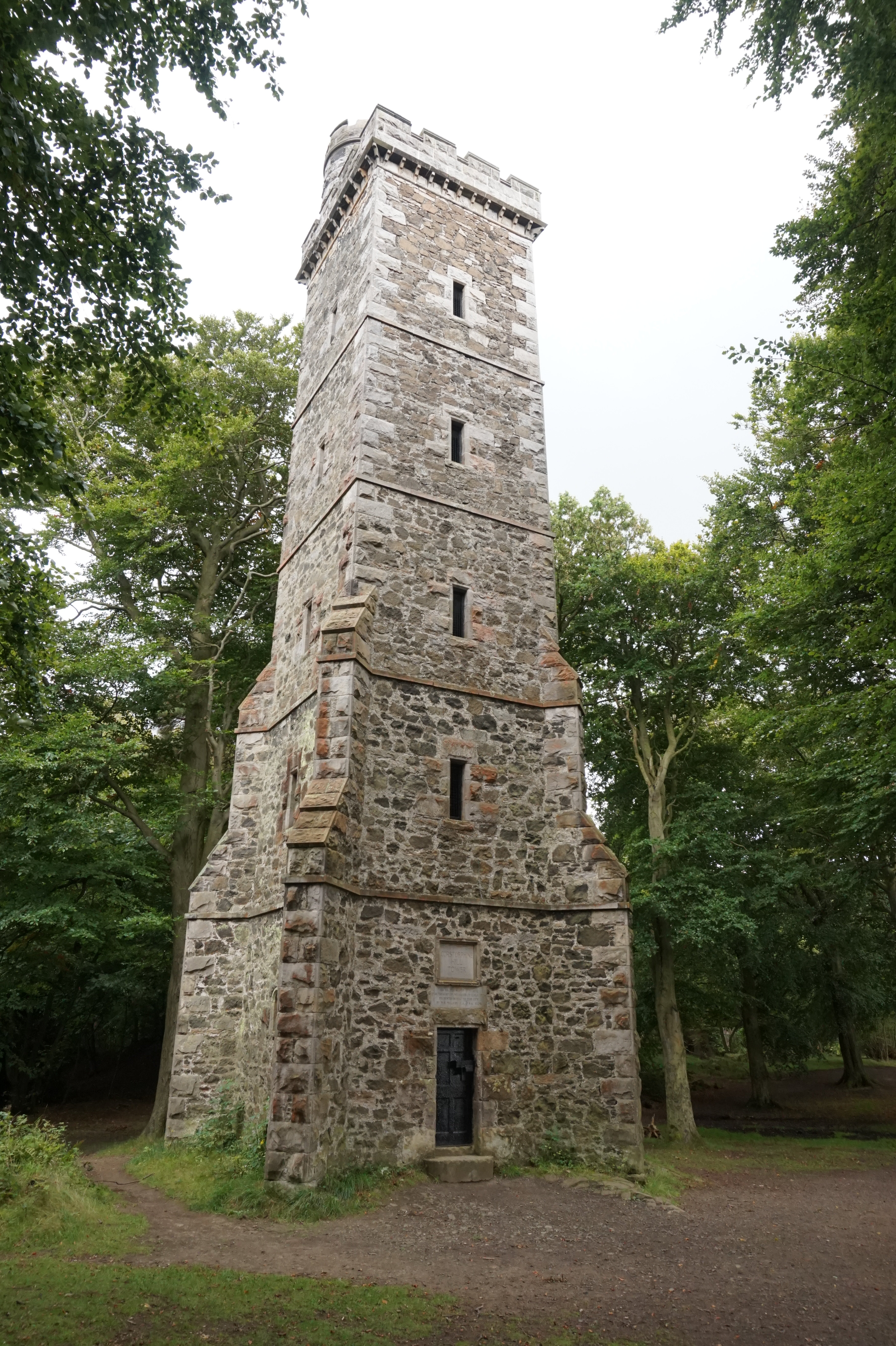
Costorphine Hill Tower, un mémorial à Walter Scott
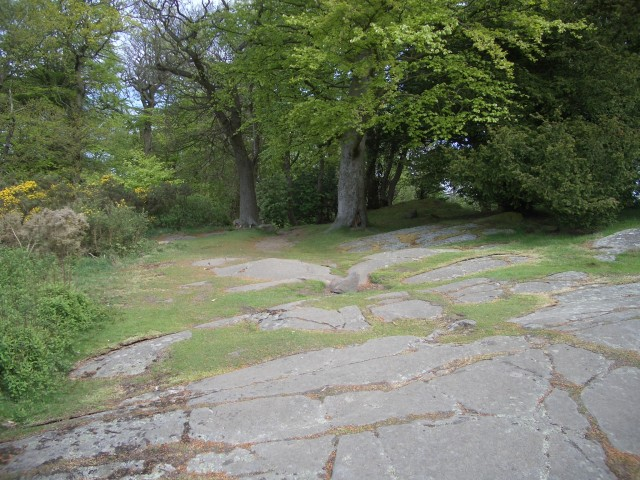
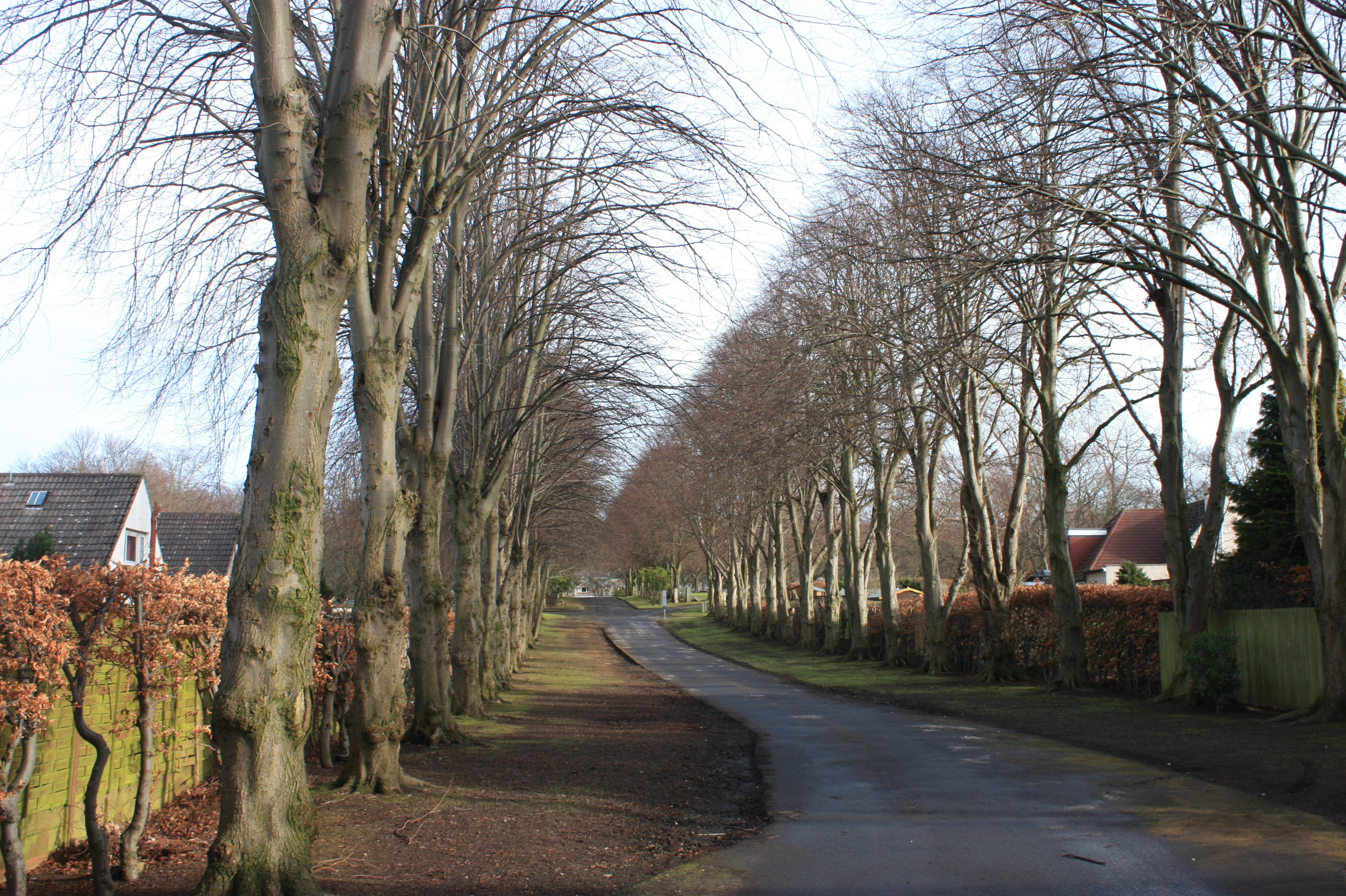
L'avenue des Arbres menant au Corstorphine Hill Cemetery
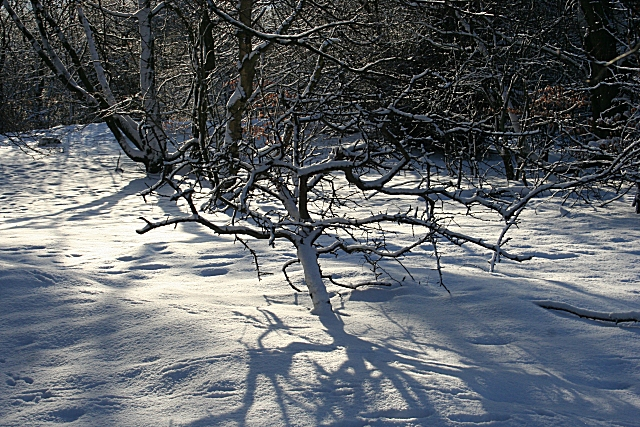
En hiver.
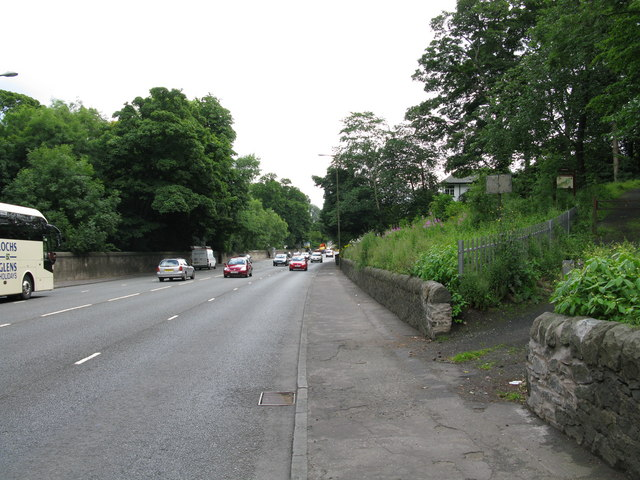
Entrée de Queensferry Road
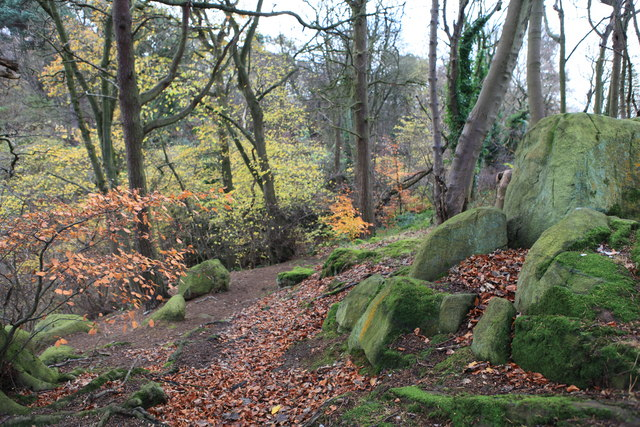
Paysage boisé et formations rocheuses

## Zone bâtie
La partie supérieure de la colline est une LNR et est boisée. Les banlieues environnantes ou sur la colline comprennent Barnton, Clermiston, Corstorphine, Clerwood, Craigcrook, Craigmount, Drumbrae, East Craigs, Ravelston, West Craigs.

## Cimetière de Corstorphine Hill
Le cimetière de Corstorphine Hill se trouve sur les pentes occidentales inférieures de la colline et est maintenant entouré de logements.
Il date des années 1930 et était une propriété privée jusqu'à son acquisition par le conseil municipal de la ville d'Édimbourg. Il est remarquable en raison de son incorporation d'un cimetière boisé et du grand nombre de sépultures de guerre polonaises datant de la Seconde Guerre mondiale.